# Lycée Saint-Thomas-d'Aquin
Pour les articles homonymes, voir Aquin.
 (décembre 2011).
Le lycée Saint-Thomas-d'Aquin est un lycée privé catholique sous contrat d'association avec l'État, situé à Paris, dans le 7e arrondissement.
L’établissement comprend 13 classes allant de la seconde générale à la terminale, et comprend les séries littéraire, économique et sociale, et scientifique.
Il a la particularité d'avoir accueilli le général de Gaulle de 1896 à 1900, lors d'une partie de ses études primaires. Il était alors dénommé école des Frères des écoles chrétiennes de la paroisse Saint-Thomas-d’Aquin. C'était à l'époque un établissement proposant des formations du premier et du second degré. Depuis le bâtiment d’origine a été détruit et une construction entièrement nouvelle a été édifiée en 1957.

## Nomenclature et historique
Thomas d’Aquin est l'un des plus grands penseurs occidentaux du Moyen Âge. Le nom de saint Thomas d’Aquin est emprunté à l’église toute proche construite au XVIIe siècle, ainsi qu'à la paroisse voisine. Il est également donné au quartier.

## L'établissement actuel
Aujourd'hui le lycée Saint-Thomas-d’Aquin est un lycée d’enseignement général français catholique privé, sous contrat d’association avec l’État, situé 44, rue de Grenelle à Paris (7e arrondissement)  dirigé depuis septembre 2021 par Antoine Thénault.
Il est d'assez petite taille (environ 375 élèves).

### Formations proposées
Aujourd’hui l’établissement comprend 13 classes allant de la seconde générale à la terminale et comprend les séries littéraire, économique et sociale et scientifique. Il propose des options telles que les langues, l'économie, les mathématiques et les sciences de spécialités ainsi que du théâtre, des arts plastiques et le sport. On y enseigne l’anglais, l’allemand, l’espagnol, l’italien. Le taux de réussite au bac en 2010 a été de 96 % contre un résultat attendu de 94 %. En 2017, son taux de réussite a atteint les 100%.

### Classement
En 2015, le lycée se classe 32e sur 109 au niveau départemental quant à la qualité d'enseignement, et 288e au niveau national. Le classement s'établit sur trois critères : le taux de réussite au bac, la proportion d'élèves de première qui obtient le baccalauréat en ayant fait les deux dernières années de leur scolarité dans l'établissement, et la valeur ajoutée (calculée à partir de l'origine sociale des élèves, de leur âge et de leurs résultats au diplôme national du brevet).

## Chronologie des chefs d'établissement
- 2002-2012 : Bernard Veillé
- 2012-2021 : Olivier Duchenoy
- Depuis septembre  2021 : Antoine Thénault

## Anciens élèves
- Charles de Gaulle, président de la République, chef de la Résistance et de la France libre (élève à l'ancienne école primaire). Une plaque commémorative rappelant sa présence se trouve dans le hall de l’établissement, au-dessus des portes qui permettent de se rendre dans la cour.
- Raymond-Jacques Tournay, homme d’Église, membre de l’École biblique de Jérusalem et résistant pendant l’Occupation (élève à l'école primaire)[5].
- Élodie Bouchez[réf. nécessaire], actrice.
- Ana Girardot[réf. nécessaire], actrice.
- Mohamed Bouhafsi, journaliste.